# Making Movies
Making Movies (с англ. — «Делая фильмы») — третий студийный альбом британской рок-группы Dire Straits, вышедший в 1980 году.

## Об альбоме
Название альбому дала строчка из песни «Skateaway». Такое же название носила не вошедшая в альбом песня. Журнал Rolling Stone поместил альбом на 52-ю позицию в списке «100 лучших альбомов восьмидесятых».
Будучи распроданным тиражом свыше миллиона копий, Making Movies был самым продаваемым альбомом в Италии в 1981 году. В Европе альбом был продан тиражом 3,8 миллионов экземпляров.
Песни «Making Movies» и «Suicide Towers» были записаны во время сессий, но не были выпущены официально и распространялись среди поклонников на бутлегах.
В 1996 году после ремастеринга альбом был выпущен вместе с остальными альбомами Dire Straits в большинстве стран мира за пределами США и 19 сентября 2000 года в Соединённых Штатах.

## Список композиций
Все песни написаны Марком Нопфлером, если не указано иное.
1. «Tunnel of Love» (Марк Нопфлер, Ричард Роджерс, Оскар Хаммерстайн II) — 8:08
2. «Romeo and Juliet» — 5:54
3. «Skateaway» — 6:18
4. «Expresso Love[англ.]» — 5:04
5. «Hand in Hand» — 4:48
6. «Solid Rock» — 3:19
7. «Les Boys» — 4:07

не включённые в альбом песни
- «Making Movies»
- «Suicide Towers»

## Участники записи
- Марк Нопфлер: гитара, вокал
- Джон Иллсли: бас, вокал
- Пик Уизерс[англ.]: барабаны, вокал

приглашённые музыканты
- Рой Биттан[англ.]: клавишные инструменты
- Сид Макгиннис[англ.]: гитара[5] (не указан)

## Чарты
Альбом продержался 252 недель в UK Albums Chart.
В Австралии Making Movies стал пятым среди самых продаваемых альбомов в 1981 году.

### Альбом
| Год  | Чарт                        | Позиция |
| ---- | --------------------------- | ------- |
| 1980 | Norway Albums Chart         | 1       |
| 1980 | Sweden Albums Chart         | 4       |
| 1980 | UK Albums Chart             | 4       |
| 1980 | Австрия Albums Chart        | 15      |
| 1980 | Billboard Pop Albums        | 19      |
| 1981 | Italy Albums Chart          | 1       |
| 1981 | Australia ARIA Albums Chart | 6       |

| Хит-парад (1981)                   | Позиция |
| ---------------------------------- | ------- |
| США (Billboard Top Popular Albums) | 51      |

### Синглы
| Year | Song               | The Billboard Hot 100 | Hot Mainstream Rock Tracks | UK singles |
| ---- | ------------------ | --------------------- | -------------------------- | ---------- |
| 1981 | «Romeo and Juliet» | -                     | -                          | #8         |
| 1981 | «Expresso Love»    | -                     | #39                        | -          |
| 1981 | «Skateaway»        | #58                   | -                          | #37        |
| 1981 | «Tunnel of Love»   | -                     | -                          | #54        |
| 1981 | «Solid Rock»       | -                     | #56                        | -          |

## Сертификации
| Организация          | Уровень           | Дата            |
| -------------------- | ----------------- | --------------- |
| BPI — Великобритания | Серебряный        | 4 ноября 1980   |
| BPI — Великобритания | Золотой           | 21 января 1981  |
| RIAA — США           | Золотой           | 21 апреля 1981  |
| BPI — Великобритания | Платина           | 7 сентября 1981 |
| SNEP — Франция       | Золотой           | 1981            |
| IFPI — Германия      | Золотой           | 1981            |
| BPI — Британия       | Дважды платиновый | 5 августа 1985  |
| RIAA — США           | Платиновый        | 30 июля 2001    |